# Eximia sinuaticolle
Eximia sinuaticolle är en skalbaggsart som först beskrevs av Thomson 1858.  Eximia sinuaticolle ingår i släktet Eximia och familjen långhorningar.
Artens utbredningsområde är Gabon. Inga underarter finns listade i Catalogue of Life.